# Storrie
Storrie es un lugar designado por el censo en el condado de Plumas en el estado estadounidense de California. En el año 2000 tenía una población de 5 habitantes y una densidad poblacional de 25 personas por km².

## Geografía
Storrie se encuentra ubicado en las coordenadas 39°55′N 121°19′O / 39.917, -121.317. Según la Oficina del Censo, la ciudad tiene un área total de 0,2 km² (0,1 mi²), de la cual 0,2 km² (0,1 mi²) es tierra y 0 km² (0 mi²) (0%) es agua.